# А-серии и B-серии
А-серии и B-серии — в философии два разных подхода к описанию временны́х отношений между событиями. Термины были введены шотландским философом-идеалистом Джоном Мак-Таггартом в 1908 году как часть его аргументов в пользу нереальности времени, и с тех пор стали широко использоваться в дискуссиях о философии времени.

## Использование Мак-Таггартом терминов «А-серии» и «B-серии»
Согласно представлениям Мак-Таггарта, существуют два различных способа, которыми события могут быть упорядочены во времени. В первом случае, события упорядочены с помощью простых предикатов «прошло», «присутствует» и «будет». Таким образом, мы говорим о событиях, которые идут из далёкого прошлого через недавнее прошлое в настоящее, и от настоящего через ближайшее будущее — в далёкое будущее. Существенной характеристикой этого подхода является то, что нужно думать о серии временны́х состояний как непрерывном преобразовании, в том смысле, что событие сначала является частью будущего, потом частью настоящего, а затем частью прошлого. Кроме того, утверждения, сделанные в соответствии с этим подходом, подразумевают временну́ю перспективу человека, который произносит их. Концепции, лежащие в рамках этой парадигмы, Мак-Таггарт именовал «А-сериями».
При втором подходе, можно упорядочить события во времени через двучленные отношения, которые являются асимметричными, иррефлексивными и транзитивными: «наступает до» (или «предшествует») и «наступает после» (или «следует»). Концепции, лежащие в рамках этой парадигмы, Мак-Таггарт именовал «В-сериями», а подход, согласно которому все концепции времени могут быть сведены к В-сериям — B-теорией времени.
Логика и лингвистическое содержание этих двух подходов радикально отличаются. Первый подход является временны́м (англ. tensed) а второй — безвременны́м (англ. tenseless). Например, утверждение «сегодня идёт дождь» (англ. today it is raining) является временны́м, поскольку зависит от временной перспективы — настоящее для лица, произнёсшего эту фразу, в то время как утверждение «дождь идёт 15 июня 1996 года» не является временны́м, поскольку ни от кого не зависит. В представлении Мак-Таггарта течение времени состоит в том, что либо объекты из будущего переходят в настоящее, либо объекты из настоящего переходят в будущее. В первом случае мы говорим о картинках из B-серий, движущихся по фиксированным состояниям A-серий. Во втором случае мы говорим о картинках из А-серий, движущихся по фиксированным состояниям В-серий.

## Отношение к другим концепциям философии времени
Есть два основных варианта A-серий: презентизм и растущий блок. Оба варианта признают существование настоящего, но презентизм предполагает, что объекты существуют только в настоящем, в то время как концепция растущего блока исходит из того, что объекты существуют как в настоящем, так и в прошлом (но не в будущем). Концепции, которые предполагают существование объектов как в настоящем и прошлом, так и в будущем (В-серии), включают в себя этернализм и теорию четырёхмерности.